# 2010 en Irak
2008 en Irak - 2009 en Irak - 2010 - 2011 en Irak - 2012 en Irak
 2008 par pays au Proche-Orient - 2009 par pays au Proche-Orient - 2010 par pays au Proche-Orient - 2011 par pays au Proche-Orient - 2012 par pays au Proche-Orient -
Cet article présente les faits importants qui se sont produits en Irak en 2010.

## Chronologie

### Janvier 2010
- Lundi 25 janvier 2010 : Pendaison d'Ali Hassan al-Majid (59 ans), dit « Ali le chimique », cousin de Saddam Hussein et ex-ministre.
- Jeudi 28 janvier 2010 : Bagdad : Trois attentats-suicides contre des hôtels font 36 morts.

### Février 2010
- Samedi 13 février 2010 : la commission électorale irakienne confirme l'exclusion de 500 candidats aux élections législatives, accusés de liens avec l'ancien parti Baas[1].

- Dimanche 28 février 2010 : un millier de chrétiens assyriens manifestent à Hamdaniya, dans la province de Ninive, pour réclamer une meilleure protection des autorités après une série de meurtres visant des membres de leur communauté[2].

### Mars 2010
- Dimanche 7 mars 2010 :
  - Élections législatives marquées par de nombreux attentats et la suppression des listes électorales de 485 candidats accusés de baasisme. Participation de 62,4 % contre 76 % en 2005.
  - Bagdad : Un attentat-suicide fait 38 morts.
- Vendredi 26 mars 2010 : Publication des résultats des élections législatives. L'ancien premier ministre chiite, Iyad Allaoui , du Mouvement national irakien, obtient une majorité relative (91 sièges) avec 2 sièges d'avance sur la coalition de l'État de Droit du premier ministre sortant, le chiite Nouri al-Maliki (89 sièges).

### Avril 2010
- Dimanche 18 avril 2010 : Hamid Daoud Muhammad Khalil al-Zawi, dit Abou Abdullah al-Rashid al-Baghdadi, chef du mouvement djihadiste État islamique d'Irak, est tué dans une opération des forces américano-irakiennes. Il est remplacé par Abou Bakr al-Baghdadi al-Husseini al-Qurashi.

### Mai 2010
- Lundi 10 mai 2010 : Une nouvelle série d'attentats dans une dizaine de villes fait 119 morts.
- Mercredi 12 mai 2010 : Al-Qaïda en Irak menace les chiites et leur promet des « jours sombres et sanglants ».
- Vendredi 14 mai 2010 : Un double attentat-suicide à Tall Afar fait 25 morts.

### Août 2010
- Jeudi 19 août 2010 : fin du retrait des troupes terrestres américaines marquant la conclusion de l'opération Liberté irakienne.

### Septembre 2010
- Mercredi 1er septembre 2010 : début de l'opération Aube Nouvelle. Après la conclusion de l'opération Liberté irakienne, les États-Unis maintiennent un dispositif d'encadrement et de formation des forces irakiennes.

### Décembre 2010
- Mercredi 22 décembre 2010 : après plusieurs mois de tractations, Nouri al-Maliki se maintient au pouvoir en formant un nouveau gouvernement.